# Most Północny w Kijowie
Most Północny (ukr. Північний міст) – most zaprojektowany przez architekta A.W. Dobrowolskiego i inżyniera G.B. Fuxa, otwarty 3 grudnia 1976 roku. Jest to most wantowy z główną belką podtrzymywaną przez cięgna (wanty) mocowane do 119-metrowego pylonu. Most składa się z dwóch przęseł: 816 m długości i 31,4 m szerokości przez rzekę Dniepr oraz 732 m długości i 29,1 m szerokości przez Desionkę, dopływ Dniepru.
Jest to kluczowy obiekt komunikacyjny na północnym krańcu Mniejszej Obwodnicy Kijowa, łączącej Obołoń z gęsto zaludnionymi północno-wschodnimi dzielnicami mieszkaniowymi. Od początku zaprojektowany i wykorzystywany jako droga ekspresowa, którą pozostaje do dziś.